# 萨拉·麦考利
萨拉·麦考利·布朗（1963年10月31日—），英國前首相戈登·布朗之妻。

## 早年
萨拉·麦考利1963年出生于英国白金汉郡一个中产家庭，父亲伊恩·麦考利是朗文出版社职员，母亲保利娜·麦考利是教师。
她的童年大多在坦桑尼亚度过。麦考利7岁时，父母分居，她和两个弟弟Sean、Bruce与母亲在北伦敦同住。不久后双亲均各自再婚。
萨拉曾就读于Acland Burghley School和Camden School for Girls，后就读布里斯托尔大学修读心理学。
踏入社会后，萨拉曾就职显赫的Wolff Olins。

## 成为首相夫人

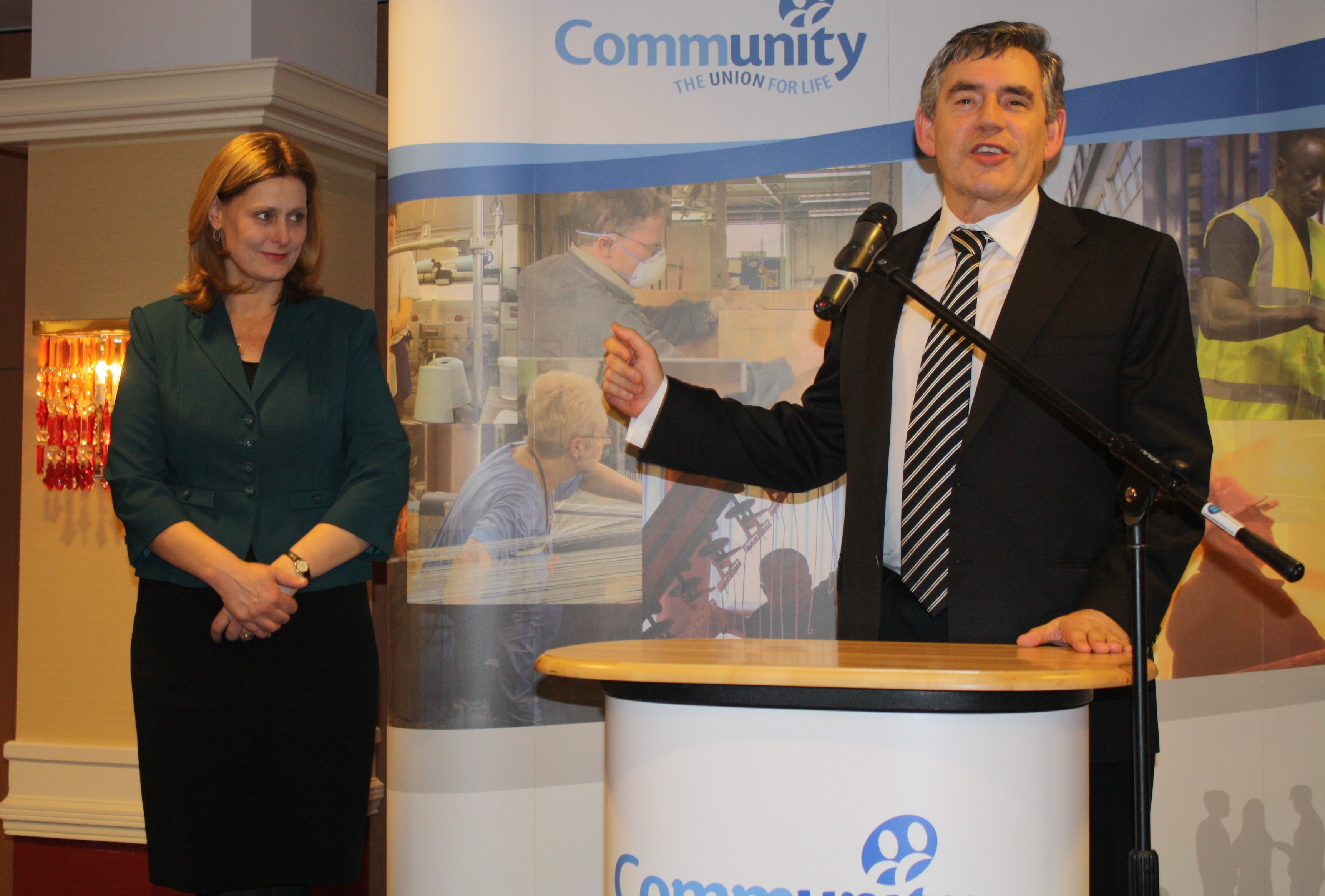
戈登·布朗夫妇

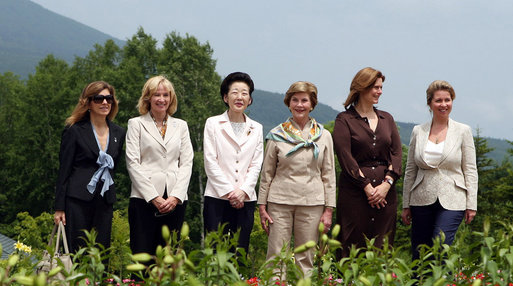
2008年第34届G8峰会期间，元首夫人们合影，右二咖啡色高个女子即为时任英国首相夫人萨拉·布朗

起初萨拉在一场工党聚会里首次见到戈登·布朗，当时双方始终没交谈。
直至1994年工党成员组团搭乘一架往返于英格兰与苏格兰的飞机上，两人再度相遇，之后即开始约会。但这段关系原本始终十分低调秘密，直到1997年世界新闻报刊登出两人约会于伦敦一餐厅的照片。
2000年两人在白高敦家里低调成婚。白高敦夫妇育有三名子女。第一位是已故长女Jennifer，生于2001年12月28日，但10天后早夭。第二位及第三位均是儿子John和James,分别生于2003年10月17日和2006年7月17日。
白高敦非常喜欢伦敦一家质朴风格的中餐厅，几十年如一日对那家中餐厅情有独钟，而且几乎任何一餐都会吃菠萝鸡和蒸米饭，莎拉则是特别喜欢其中的香脆牛肉，使用地道的中式筷子也得心应手。
相比于切丽·布莱尔比较外向的活跃形象，萨拉显得相当文静低调。